# Barnisław (wieś)
Barnisław (niem. Barnimslow; po 1945 alternatywnie Broniszewo) – wieś w Polsce, położona w województwie zachodniopomorskim, w powiecie polickim, w gminie Kołbaskowo, położona tuż przy granicy z Niemcami w odległości 5 km od Kołbaskowa.
Według danych z 1 stycznia 2011 roku wieś liczyła 305 mieszkańców.
W latach 1975–1998 miejscowość położona była w województwie szczecińskim.

## Historia
Pierwsze wzmianki o wsi pochodzą z 1243 roku z okazji pobierania dziesięciny przez klasztor cysterek ze Szczecina, do którego to klasztoru wieś należała.

## Zabytki
Na terenie wsi znajduje się zabytkowy kościół z XIV wieku oraz stary przykościelny cmentarz, otoczony kamiennym murem z bramami.

## Transport
Barnisław połączony jest ze Szczecinem miejską linią autobusową.